# Shen Yanfei
Shen Yanfei (chiń. 沈燕飛; ur. 24 grudnia 1979 roku w Hebei) – chińska tenisistka stołowa reprezentująca Hiszpanię, uczestniczka igrzysk olimpijskich w 2008, 2012 i 2016. 

## Igrzyska olimpijskie
W 2008 roku na igrzyskach w Pekinie w drugiej rundzie pokonała Chorwatkę Sandrę Paović 4-2, zaś w trzeciej uległa Chince Tie Yana 1-4. W 2012 w Londynie w 3 rundzie pokonała reprezentantkę Francji Li Xue 4-0, a w czwartej przegrała z Koreanką Kim Kyung-ah 1-4. Na swoich trzecich igrzyskach w 2016 roku w drugiej rundzie przegrała z reprezentującą Luksemburg Ni Xialian 3-4 i odpadła z dalszej rywalizacji. 